# Helene Thurner
Helene Thurner (n. 12 august 1938, Zams, Tirol, Austria) este o sportivă ce a reprezentat Austria, medaliată olimpică. A participat la o ediție a Jocurilor Olimpice (1964) în care a câștigat o medalie de bronz.

## Participări
Lista de mai jos prezintă principalele competiții la care a participat Helene Thurner de-a lungul carierei.
- Sanie la Jocurile Olimpice de iarnă din 1964 - Simplu (feminin)[*]